# 1942 (ゲーム)
『1942』は、カプコンが開発し、1984年より稼働開始したアーケード用縦スクロールシューティングゲーム。
第二次世界大戦をテーマに米戦闘機を操って日本軍機と戦う本作は、敵の弾や体当たりをよける手段として「宙返り」が実装され、幅広いプレイヤーから人気を得た（#評価）。後にホビーパソコンや家庭用ゲーム機などに移植されたほか（#移植版）、続編となるアーケードゲーム『1943 ミッドウェイ海戦』（1987年）が稼働され、以後カプコン19シリーズとして展開された。また、本作のリメイクとなる『1942: Joint Strike』（2008年）が配信された。

## システム
8方向レバーと2ボタン（ショット、宙返り）で自機を操作。自機はP-38ライトニングで、敵機は実在の機種名ではないものの日本風のネーミングがされている。ショットは2連装で、宙返りは回数制限があり、クリアすると残り回数×1000点のボーナスが加算されて回数がリセットされる。
地上物は存在せず、敵は全て飛行機。ザコは1発で撃墜できるが、小ボス、中ボス的な敵は多くの弾を撃ち込まないと倒せない。緑と灰色の色違いが存在するものは、灰色のほうが耐久力が高い。
毎ステージごとに撃墜パーセンテージが表示され、それに従ってステージクリア時にボーナス点が入る。
ステージでは1〜4はミッドウェイ、5〜8はマーシャル、9〜12はアッツ、13〜16はラバウル、17〜20はレイテ、21～24はサイパン、25〜28は硫黄島、29〜32は沖縄。
4ステージ毎に敵が全く弾を撃ってこない（但し大型機は除くが、難易度設定次第では全機弾を撃ってくる場合もある）「% AND POINT UP STAGE」と呼ばれる、所謂ボーナスステージがあるが、勿論敵にぶつかるとミス。
残機数が0になるとゲームオーバー。
全部のステージをクリアすると1000万点のボーナスが入り、ゲームエンドとなる。

## アイテム
各ステージに特定回数出現する赤い色の編隊（赤水編隊）を全滅させると、「Pow」が出現。出現場所は固定だが、編隊の動きによって色と機能が異なる。機能には以下の種類がある。
- 緑 - メインショットが4連装になって攻撃の幅が拡がる。
- 白 - 画面上の敵が全滅。
- 灰 - サイドファイター - 左右に味方が付き、攻撃の幅が拡がると共に敵の攻撃に当たりやすくなる。味方は左右別々に敵弾や敵本体に当たると消滅、または自機がやられると全て無くなる。中ボスにぶつけると一撃で墜落させられる。後述の大ボス・亜也虎との戦闘直前に一時離脱する。
- 橘 - 一定時間、敵が弾を撃たなくなる。
- 黄 - 宙返りできる回数が1回増える。次の面には使用回数が初期値に戻る。
- 黒 - 残機が1機増える。
- 赤 - ポイント1000点（FC版以外ではボーナスステージの殆どもしくはすでに持っているパワーアップのPowの場合は強制的にこれになる）。
- 弥七 - 2ステージ以降、ザコを200機落とすごとに左右両サイドの何れから、画面下から徐々に速度を上げつつ上昇する小型機が出現。撃つと弥七になり、取ると5000点ボーナス。

## バグ
- ステージクリア時のボーナスや亜也虎のように1万点以上の点数が入るときに、エクステンドの得点を1万点以上越えてしまうと、以後エクステンドしなくなる。
- 超大型機が出現する前に、やや左前方に位置して連射していると、やがて敵が出なくなりマップも進まなくなってしまう。
- 100%の撃墜率を達成すると10000点と表示されるが、実際は50000点が加算される（撃墜率99%の場合が20000点であることを考えても表示が誤りだと思われる）。

## 敵キャラクター
当作品に登場する敵機は日本海軍の軍用機がモチーフであるが、名称はオリジナルである。括弧内はモチーフとなった軍用機。
黒電
全ステージに登場する灰色の単発戦闘機。画面上部から飛来してくるが、自機の動きに合せ、反転や方向転換をする。
（零式艦上戦闘機）
黒電改
緑色の黒電。画面上部左右からランダム旋回し攻撃してくる。バルガスに同じアルゴリズムを持つの敵機が登場する。後半ステージには灰色の機体やスピードが遅いタイプも登場する。
（上記と同じく零式艦上戦闘機）
フクスケ（3式ロケット戦闘機）
ロケット戦闘機。画面下部から高速で飛行後、錐もみ回転しながら自機に向かってくる。
（局地戦闘機秋水）
BVD（2式タービンロケット戦闘機）
双発ジェット戦闘機。動きは黒電改と同じだがスピードが速い。
（特殊攻撃機橘花）
赤水
5機ないし10機編隊で登場する赤色の黒電。全滅させるとPowが出現。
（零式艦上戦闘機）
昇竜
中型双発攻撃機。画面上部から旋回しながら飛行するタイプと、画面下から低速で飛行するタイプが登場。
（陸上爆撃機銀河）
清（23式攻撃機）
中型単発攻撃機。画面下から低速で飛行する。中盤以降、横一列に編隊を組んで壁を形成してくることが多くなる。
（オリジナル）
雷山
中型三発攻撃機。デザインが異なる以外では清と同じアルゴリズムである。
（オリジナル）
大飛龍
大型双発攻撃機。全ステージに登場。画面下から高速で飛行後、左右に旋回しながら自機に向かって扇状に弾幕を張る。最初に撃破した際の得点は2,000点だが、その後は自機が撃墜されない限り撃破する度に500点が加算され、最大で9,000点にまで上昇する。続編『1943』では編隊名となる。
（一式陸上攻撃機）
亜也虎
超大型爆撃機。ステージ7,15,23,31に登場するボスキャラクター。胴体と主翼から弾をばら撒く。耐久力は高いが、前後に動くだけなので弾を当てるのは容易。登場当時のインパクト故以降、19シリーズの象徴的キャラクターとなる。
（長距離爆撃機富嶽）

## 移植版
| No. | タイトル                                                                            | 発売日                                     | 対応機種                             | 開発元                | 発売元        | メディア                                        | 型式                                  | 備考                                             | 出典        |
| --- | ----------------------------------------------------------------------------------- | ------------------------------------------ | ------------------------------------ | --------------------- | ------------- | ----------------------------------------------- | ------------------------------------- | ------------------------------------------------ | ----------- |
| 1   | 1942                                                                                | 1985年12月11日 1986年11月                  | ファミリーコンピュータ               | マイクロニクス        | カプコン      | 320キロビットロムカセット                       | CAP-19 NES-NF-USA                     |                                                  |             |
| 2   | 1942                                                                                | 1986年                                     | Amstrad CPC コモドール64 ZX Spectrum | Elite Systems         | Elite Systems | カセットテープ フロッピーディスク               | -                                     | 北米ではコモドール64版のみ発売                   |             |
| 3   | 1942                                                                                | 1986年12月                                 | MSX MSX2                             | アスキー              | アスキー      | ロムカセット                                    | -                                     |                                                  |             |
| 4   | 1942                                                                                | 1987年5月                                  | FM-7                                 | アスキー              | アスキー      | フロッピーディスク                              | -                                     |                                                  |             |
| 5   | 1942                                                                                | 1987年                                     | PC-8801mk2SR X1                      | アスキー              | アスキー      | フロッピーディスク                              | -                                     |                                                  |             |
| 6   | カプコンジェネレーション 第1集 撃墜王の時代 Capcom Generations 1 - Wings of Destiny | 1998年8月27日 1999年9月3日                 | PlayStation セガサターン             | カプコン              | カプコン      | CD-ROM                                          | PS: SLPS-01535 SLES-01881 SS:T-1232G  | アーケード版の移植 欧州ではPlayStation版のみ発売 |             |
| 7   | 1942                                                                                | 2000年5月22日 2001年8月24日                | ゲームボーイカラー                   | カプコン              | カプコン      | ロムカセット                                    | CGB-AQ4E-USA CGB-AQ4E-EUR             |                                                  |             |
| 8   | 1942                                                                                | 2002年1月8日                               | iアプリ                              | カプコン              | カプコン      | ダウンロード （カプコンパーティ）               | -                                     |                                                  | [ 2 ]       |
| 9   | 1942                                                                                | 2002年8月5日                               | EZアプリ                             | カプコン              | カプコン      | ダウンロード （クラブ☆カプコン）                | -                                     |                                                  | [ 3 ]       |
| 10  | Capcom Arcade Hits Volume 2                                                         | 2003年                                     | Windows                              | カプコン              | カプコン      | CD-ROM                                          | -                                     | アーケード版の移植                               |             |
| 11  | Capcom Coin-Op Collection Volume 1                                                  | 2004年12月21日                             | Windows                              | カプコン              | カプコン      | CD-ROM                                          | -                                     | アーケード版の移植                               |             |
| 12  | カプコン クラシックス コレクション                                                  | 2005年9月27日 2005年11月18日 2006年3月2日  | PlayStation 2 Xbox                   | Digital Eclipse       | カプコン      | DVD-ROM                                         | PS2: SLUS-21316 SLES-53661 SLPM-66317 | アーケード版の移植 日本ではPS2版のみ発売         |             |
| 13  | カプコン クラシックス コレクション                                                  | 2006年9月7日 2006年10月24日 2006年11月10日 | PlayStation Portable                 | クライン              | カプコン      | UMD                                             | ULJM-05104 ULUS-10134 ULES-00377      | アーケード版の移植                               |             |
| 16  | 1942                                                                                | 2010年5月6日                               | FOMA703i/903i以降 （iアプリ）        | カプコン              | カプコン      | ダウンロード （カプコンパーティ）               | -                                     |                                                  | [ 4 ]       |
| 17  | 1942                                                                                | 2010年6月3日                               | BREW対応端末 （EZアプリ）            | カプコン              | カプコン      | ダウンロード （カプコンパーティ）               | -                                     |                                                  | [ 5 ]       |
| 18  | カプコンアーケード                                                                  | INT 2010年11月4日                          | iPhone iPad (iOS)                    | カプコン              | カプコン      | ダウンロード                                    | 397347348                             | アーケード版の移植                               |             |
| 19  | 1942                                                                                | 2010年12月21日 2011年1月21日 2011年1月24日 | Wii                                  | カプコン              | カプコン      | ダウンロード （バーチャルコンソールアーケード） | -                                     | アーケード版の移植                               | [ 6 ] [ 7 ] |
| 20  | カプコン アーケード キャビネット                                                    | 2013年2月19日 2013年2月20日                | PlayStation 3 (PlayStation Network)  | M2 ゴッチテクノロジー | カプコン      | ダウンロード                                    | NPJB-00210                            | アーケード版の移植                               |             |
| 21  | カプコン アーケード キャビネット                                                    | 2013年2月20日                              | Xbox 360 (Xbox Live Arcade)          | M2 ゴッチテクノロジー | カプコン      | ダウンロード                                    | -                                     | アーケード版の移植                               |             |
| 22  | Capcom Arcade Cabinet: Game Pack 5                                                  | 2013年4月16日                              | PlayStation 3 (PlayStation Network)  | M2 ゴッチテクノロジー | カプコン      | ダウンロード                                    | -                                     | アーケード版の移植                               |             |
| 23  | Capcom Arcade Cabinet: Game Pack 5                                                  | 2013年4月17日                              | Xbox 360 (Xbox Live Arcade)          | M2 ゴッチテクノロジー | カプコン      | ダウンロード                                    | -                                     | アーケード版の移植                               |             |
| 24  | Capcom Arcade Cabinet: All-In-One Pack                                              | 2013年5月21日                              | PlayStation 3 (PlayStation Network)  | M2 ゴッチテクノロジー | カプコン      | ダウンロード                                    | -                                     | アーケード版の移植                               |             |
| 25  | Capcom Arcade Cabinet: All-In-One Pack                                              | 2013年5月22日                              | Xbox 360 (Xbox Live Arcade)          | M2 ゴッチテクノロジー | カプコン      | ダウンロード                                    | -                                     | アーケード版の移植                               |             |
| 26  | 1942                                                                                | INT 2017年3月7日 2017年3月9日              | Android                              | カプコン              | カプコン      | ダウンロード                                    | -                                     | アーケード版の移植                               | [ 8 ] [ 9 ] |
| 27  | 1942                                                                                | INT 2017年3月9日                           | iPhone iPad (iOS)                    | カプコン              | カプコン      | ダウンロード                                    | -                                     | アーケード版の移植                               | [ 9 ]       |
| 28  | カプコンアーケードスタジアム                                                        | INT 2021年2月18日                          | Nintendo Switch                      |                       | カプコン      | ダウンロード                                    | -                                     | アーケード版の移植                               |             |
| 29  | カプコンアーケードスタジアム                                                        | INT 2021年5月25日                          | PlayStation 4 Xbox One PC(Steam)     |                       | カプコン      | ダウンロード                                    | -                                     | アーケード版の移植                               |             |

ファミリーコンピュータ版
カプコンのファミコンソフト第一弾であるが、開発は当時の他のカプコン作品と同様にマイクロニクス社である。本作では「ショットボタンを押しても、弾の発射音だけが出て自機から弾が発射されない」（これは、その時点で画面に表示されている自機の弾数に関係なく起こる）現象が発生する。
画面背景の陸と海の境界部分など、画像の処理も雑。
アーケード版では白色のPowは黄色になり、灰色のPowは白色になった。
MSX版
ハード性能に合わせてスクロールは8ドット単位、キャラクターは単色になっている。敵弾はBGに描画されて8ドット単位で移動する。亜也虎は背景に描画されて前後の移動のみ。
MSX2版
グラフィックの再現度は高いがキャラクターが増えると画面全体のちらつきが激しくなる難がある。効果音が鳴るとBGMが鳴らなくなるため、プレイ中は殆どBGMが流れなくなる。亜也虎がスプライトで描画されており画面内を円を描くように移動する。
PlayStation、セガサターン版
『カプコンジェネレーション 第1集 撃墜王の時代』に収録。内容はほぼ、アーケード版に忠実。
PlayStation 3版
フルポリゴンリメイクのため、厳密には移植ではない。詳細は『1942: Joint Strike』を参照。日本での発売は未定。
iOS版
『カプコンアーケード』に収録。ソフト自体は無料配信でゲーム内で配布のフリーチケットを使用してプレイ。別途でゲーム単体を購入もできる。

## 開発
本作の制作者の1人である岡本吉起が、『ゲームセンターCX』に出演した際のクリエイターインタビューでは、本作の当時の制作時において以下のようなエピソードを語っている。
宙返りシステム
他社のゲームでプレイヤーがピンチに陥った時のどうにもできない状況が嫌で、その不満を解消すべく「自分ならこうする」という発想の元に導入した。
サイドファイター
当時の岡本が他社のゲームは有名なナムコのゲームくらいしか知らなかったことから、ナムコの『ギャラガ』のデュアルファイターの仕様を参考に取り入れた。
Powと弥七
当時創業間もなかったカプコンを、いち早くプレイヤーに広く認知させるべく、いくつかの共通したキャラクターを全てのカプコンのゲームに登場させていくという、ブランディング戦略を元に登場させていた。初期のカプコンのゲームに「Pow」や「弥七」などが多く出てくるのはそのためである。
亜也虎（あやこ）
当時カプコンに在籍していた森安也子という女性のサウンドスタッフの名前が由来。彼女の体格が大きかったことから「デカいの出すかぁ」という岡本の発想の元に誕生した。以後19シリーズのほとんどに登場する定番キャラクターとなる。なお、そのデザインは全ての作品で異なる。

### スタッフ
アーケード版
- ゲームディレクター：岡本吉起
- ゲーム・デザイン：岡原靖
- キャラクターデザイン：岡原靖
- 背景デザイン：倉本幸代
- メインプログラマー：中里民雄
- 音楽：森安也子
- ハードウェア設計：牧洋資

ファミリーコンピュータ版
- 音楽：森安也子
- 編曲：森安也子、坂口由洋

## 評価
| 項目 | キャラクタ | 音楽 | 操作性 | 熱中度 | お買得度 | オリジナリティ | 総合  |
| 得点 | 3.00       | 2.42 | 2.84   | 2.52   | 2.52     | 2.76           | 16.06 |

アーケード版
1998年に刊行されたゲーメストムック『ザ・ベストゲーム2』では、派手な要素は少ないが難易度の低さにより一般プレイヤーから支持されロングヒットとなった事を指摘、また宙返りの最中は無敵状態になる事を斬新なアイデアであると称賛した。それ以外には隠しボーナスや隠しキャラクターの存在、最終ステージクリア時の1千万点のボーナス点などが話題になった事について触れ、「この1942を始めとして、以下1943、1943改、1941と続き、1942シリーズを確立することに成功した」と総括した。
ファミリーコンピュータ版
ゲーム誌『ファミリーコンピュータMagazine』の読者投票による「ゲーム通信簿」での評価は別記の通り16.06点（満30点）となっている。また、同雑誌1991年5月10日号特別付録の「ファミコンロムカセット オールカタログ」では、宙返りの斬新さを指摘した他、ゲームバランスの良さについて肯定的に評価した。しかし「画面がちらつき、敵や弾が見づらいのが少し難点」と一部で否定的な評価をした。